# Северо-Кавказский экономический район

Северо-Кавказский экономический район на карте России

Се́веро-Кавка́зский экономи́ческий райо́н — один из 12 экономических районов Российской Федерации, на юге европейской части страны. Состоит из 12 субъектов федерации.
Район занимает 2,23 % площади страны (381,6 тыс. км²), здесь проживает 23 251 790 человек (15,91 %). Урбанизация района составляет 55 %. Главная специализация района — агропромышленное производство, включающее все три звена АПК. Помимо этого, в районе развиты металлоёмкое машиностроение, химическая промышленность. Крупнейшими промышленными центрами и важнейшими транспортными узлами района являются города Ростов-на-Дону и Краснодар. Важнейшими городами-курортами юга России являются: Сочи, Ялта, Алушта, Геленджик, Анапа, Евпатория, Феодосия, Судак, Кисловодск, Железноводск, Ессентуки, Туапсе. Важнейшие портовые узлы: Новороссийск, Севастополь, Керчь, Феодосия, Сочи, Туапсе. Плотность населения составляет 59 чел/км².

## Состав
1. Республика Адыгея
2. Республика Дагестан
3. Республика Ингушетия
4. Кабардино-Балкарская Республика
5. Карачаево-Черкесская Республика
6. Краснодарский край
7. Республика Крым[a]
8. Ростовская область
9. Республика Северная Осетия — Алания
10. Ставропольский край
11. Севастополь[a]
12. Чеченская Республика

## Крупнейшие города
| №  | Город          | Население, чел. |
| -- | -------------- | --------------- |
| 1  | Краснодар      | ↗1 154 885      |
| 2  | Ростов-на-Дону | ↗1 143 123      |
| 3  | Махачкала      | ↗625 322        |
| 4  | Ставрополь     | ↗562 964        |
| 5  | Севастополь    | ↘558 302        |
| 6  | Сочи           | ↗445 149        |
| 7  | Грозный        | ↗399 286        |
| 8  | Симферополь    | ↘340 540        |
| 9  | Владикавказ    | ↗293 287        |
| 10 | Новороссийск   | ↗261 973        |

## Экономико-географическое положение
Это самый южный район страны. Он имеет выход к Азовскому, Чёрному и Каспийскому морям. Район находится на пересечении транспортных магистралей из северных, центральных и восточных районов России в страны Закавказья, Средиземноморья и зарубежной Азии. Он граничит с развитыми районами Украины, а также с Поволжским и Центрально-Чернозёмным районами России.
В 2008 году на Северо-Кавказский экономический регион приходилось почти 6 процентов национального ВРП. Этот регион включает наиболее проблемную часть Российской Федерации, Чеченскую Республику и другие республики, где этническая напряженность высока. Экономические возможности намного ниже, чем в среднем по стране в целом. ВВП на душу населения составляет лишь половину от среднего показателя по Федерации, а производительность и заработная плата также низки. Занятость в сельском хозяйстве также значительно выше среднего по стране.

### Отрасли специализации
- Пищевая
- Машиностроения (Волгодонск)
- Электроэнергетика (Ростовская АЭС)
- Лёгкая
- Топливная
- Химическая
- Агропромышленное производство

## Природные условия и ресурсы

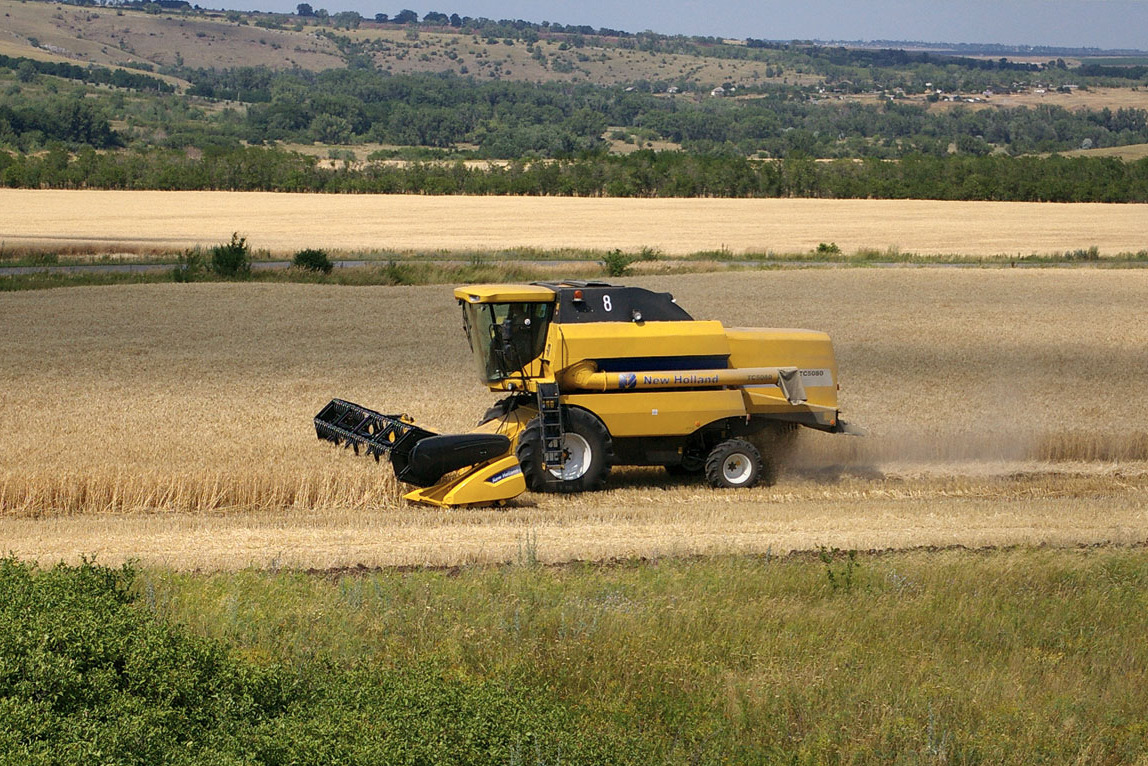
Уборка пшеницы под Белой Калитвой

Климат данного района является умеренно-континентальным. «Кавказ» наводит на мысль о горном характере этого района. На самом же деле северный склон Кавказского хребта занимает незначительную часть района. Преобладающий равнинный рельеф в сочетании с долгим жарким и солнечным летом и плодороднейшими чернозёмами создают здесь наиболее благоприятные в стране условия для ведения сельского хозяйства. Не случайно этот район называют Европейским Югом. Минеральные ресурсы относительно невелики. Хозяйственное значение имеют уголь Ростовской области, нефть Чечни и природный газ Ставрополья. В Северной Осетии — Алании разрабатываются месторождения полиметаллических, в Кабардино-Балкарии — вольфрамово-молибденовых, а в Карачаево-Черкесии — медных руд.
Ведущая зерновая культура России — озимая и яровая пшеница. Более урожайной, но и требовательной к теплу и качеству почв является озимая пшеница. Её посевы сосредоточены на Северном Кавказе и в Центрально-Чернозёмном районе. Яровая пшеница преобладает в Поволжье, на Урале, в Сибири, в Центре страны.
Природные ландшафты Северного Кавказа многообразны. Здесь есть горные хребты и степные равнины, бурные горные реки и пересыхающие реки и озера, оазисы субтропической растительности на Черноморском побережье и холодные снежные вершины Кавказских гор. Самая высокая точка России и Европы — г. Эльбрус (Республика Кабардино-Балкария).
Разнообразие природных условий объясняется географическим положением и особенностями рельефа, что в свою очередь влияет на расселение людей и их хозяйственную деятельность. По природным условиям район делится на три зоны: равнинную, предгорную и горную. Равнинная (степная) — занимает большую часть территории и простирается от р. Дон до долин рек Кубань и Терек. Предгорная зона располагается южнее и протягивается небольшой полосой с северо-запада на юго-восток. Предгорье постепенно переходит в систему горных отрогов Кавказа (горная часть). Район обладает плодородными землями (на равнинах) и естественными пастбищами (в предгорьях). Горные реки имеют большой гидроэнергетический потенциал, а воды равнинных рек используются на орошение. Основной недостаток природных условий — неравномерная обеспеченность водными ресурсами. Лучше обеспечена влагой западная часть, особенно Черноморское побережье и склоны гор. Северо-восток и восток района — безводны, засушливы.
Велика роль района как основной рекреационной зоны России (известные курорты Черноморского побережья и Кавказских минеральных источников, турбазы в горах Кавказа). Предгорья Большого Кавказа — кладовая химического, металлургического, строительного сырья, энергетических ресурсов (в том числе топливных — нефти и газа). Природный газ имеется в Краснодарском и Ставропольском краях, нефть — в Чеченской Республике и Адыгее. Руды цветных и редких металлов (цинк, свинец, вольфрам, молибден) добываются в горных республиках (Северная Осетия, Кабардино-Балкария), уголь — в Ростовской области (российская часть восточного крыла Донбасса).